# Богуславський Олег Володимирович
Олег Володимирович Богусла́вський (16 листопада 1932, Сімферополь — 1 жовтня 2004, Львів) — український художник декоративно-ужиткового мистецтва; член Спілки радянських художників України з 1982 року.

## Біографія
Народився 16 листопада 1932 року в місті Сімферополі. 1968 року закінчив кафедру художнього скла Львівського інституту декоративного та прикладного мистецтва. Його педагогами були, зокрема, Андрій Соболєв, Іван Скобало, Іван Самотос. Дипломна робота — сортовий посуд, подарунково-сувенірні вироби зі скла (керівник: В. К. Хохряков, оцінка: відмінно).
Жив у Львові, в будинку на вулиці Стрімкій, № 7, квартира № 7. Помер у Львові 1 жовтня 2004 року.

## Творчість
Працював у галузі художнього скла, кришталю й кераміки. Серед робіт:
- кухоль «Лев» (1968);
- поларункові келихи «Королівські» та ювілейні «Орлятко» (1969);
- блюдо «Стародавній Львів» (1970);
- келих «Іній» (1988);
- сервіз «Королівський» (1990);
- таріль «Стародавній Львів» (1994—1995);

спортивні кубки
- «Ювілейний» (1975);
- «Кращому футболісту» (1975);
- «Олімпіада» (1980);
- набір кубків «Шаховий» (1985);

десертні набори
- «Сріблясті листки» (1980);
- «Крим» (1980);

вази
- ансамбль ваз «Північне сяйво» (1970);
- «Квітень» (1985);
- «Пробудження» (1986);
- «Львівський дощ» (1990);
- «Срібне листя» (1990);
- «Грації» (1991—1992).

Брав участь у обласних, республіканських і всесоюзних виставках з 1970 року.
Окремі роботи майстра зберігаються у Музеї етнографії та художнього промислу у Львові.

## Відзнаки
- Грамота Президії Верховної Ради УРСР (1983)[2];
- Заслужений художник України (1992).